# Bandera Negra Catalana
La bandera negra catalana o estelada negra es una bandera creada por la Fundación Reeixida (anteriormente denominada Comisión del Centenario de la Estelada) con motivo del tricentenario de la Campaña de Cataluña (1713-1714) y presentada el 29 de junio de 2014 en el salón de actos del Museo de Historia de Cataluña.
Fue diseñada por Jordi Avià y Joan Marc Passada.
La bandera se basa en la utilizada por el bando austracista durante la guerra de sucesión y, más en concreto, en el sitio de Barcelona de 1714, como señal de no desfallecer y de lucha sin tregua ni cuartel. En contraposición al blanco, que es la bandera de rendición, el negro significa no rendirse. Fue la bandera de los almogávares, una de las inspiraciones de los creadores de la bandera. Al color negro se le añade una estrella de cinco puntas, como la estelada, y una cruz en aspa, como la de la bandera de Santa Eulalia de Barcelona.